# Гольшанское кладбище
Гольшанское кладбище — кладбище села Гольшаны Гродненской области. Находится в 500 м от Гольшанов, по дороге в сторону Трабы. Общая площадь старой части кладбища составляет 1,4 га.
Когда именно был заложен кладбищенский комплекс, сказать невозможно. Скорее всего в первой половине XIX в. Наиболее старое обнаруженное захоронение — Франциск Одинец (Franciszek Odyniec) 1847 года.
Территория кладбища делится на три части: с юга на север идут современные православные кладбища, после старинная часть со смешанными православными и католическими захоронениями, а на южной стороне — католические. Последние также можно разделить на 2 части: более старую часть, где располагаются захоронения XX в., в том числе немецкие захоронения Первой мировой войны и могилы польских солдат польско-советской войны 1920 года; современные кладбище
Старинные кладбища ограничены с восточной стороны дорогой Гольшаны-Трабы и невысокой каменной стеной, с запада лесом и тропинкой, с северной стороны остатками невысокой каменной стены, с юга неглубоким овраг.
Часть православного кладбища и старая часть католического кладбища заросли соснами, осинами и ольхами. Старинная часть была расчищена от деревьев в 2010 году.
На территории кладбища раньше было 2 часовни — православная и католическая. Руины католической каменной часовни XIX в. сохранились до сегодняшнего дня. Они располагаются около восточной стены кладбища, посередине и хорошо видны с дороги. Дата строительства часовни неизвестна. Возможно, что часовня строилась родом Барановичей, ведь слева от входа лежит разбитая плита «Groby familii Baranowiczów».
В 15 м к юго-западу от католической часовни находилась деревянная православная часовня, сгоревшая в 1950-х гг. (скорее всего в 1954 г.). Местонахождение часовни можно проследить по остаткам фундамента. Часовня была построена в конце XIX-начале XX века. последний владелец Гольшанского замка Александр Ягмин. В 1939 году в часовне была похоронена мать Александра Ягмина Евгения. По рассказам местных жителей, часовня была сожжена в 1950-х гг. воспитанниками гольшанского дома-интерната.

## Захоронений
Ha данный момент выявлено также около 10 захоронений 1850-х гг. Далее количество захоронений по десятилетиям идет по нарастающей вплоть до 1930 гг. Присутствуют отдельные захоронения 1940-х, 1952-х, 1980-х и 1990-х гг., большинство из которых обнесены совместными ограждениями с более ранними захоронениями.
Абсолютное большинство ранних памятников (1850-е — 1860-е гг.) — католические, написанные на польском языке. С 1870-х гг. начинают появляться православные (написанные на русском языке) памятники. Среди погребений 1920—1930-х гг. последние становятся большинством. На некоторых памятниках (как католических, так и православных) встречаются ошибки, которые нередко выявляют именно белорусское фонетическое произношение фамилий (Гордей — Гардей).
Материал и форма памятников на кладбище достаточно разнообразны. Есть надгробия, сделанные из камня, гранита, дерева, чугуна. В зависимости от времени возведения имеют и разную форму. Часть захоронений обнесена ограждениями. По надгробных плитах достаточно хорошо прослеживается социальная стратификация: есть как очень бедные захоронения (деревянные кресты, надгробия в виде обычного камня, на котором вручную выбитая надпись), так и богатые каменные или железные надгробия. Многие старые захоронения сильно просели в землю или обвалились. Большинство надгробий не имеет крестов.

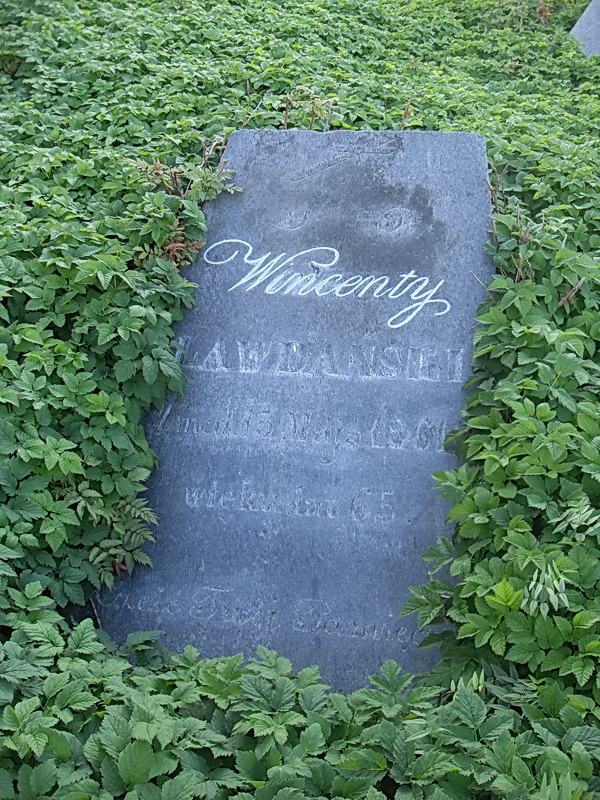
Надгробие Винцента Левданского

Самые интересные выявленные захоронения:
- Франциск Одинец (ум. 1847).) является арендатором хуторов Богуслав и Подворишки Лидского уезда;
- Вероника Ванькович (ум. 1848).) — жена Ошмянского камергера, владельца Биютишак;
- Андрей Грабе 3-й (ум. 1855).) — лейтенант Российской армии;
- Томаш Ган (ум. 1850 г.) — крупный помещик Ошмянского уезда, владелец села. Пашкишки, Накровщина, Доргишки;
- Винцент Левданский (ум. 1861) — помещик, участник восстания 1831 года.